# 梁小梅
梁小梅（1997年9月20日—），中国女子举重运动员，2022年世界举重锦标赛女子81公斤级金牌得主、2023年世界举重锦标赛女子81公斤级金牌得主、2022年亞洲運動會女子87公斤级金牌得主。